# Irena Greifová
Irena Greifová, rozená Hadérková (21. dubna 1939 Michalovce, Slovenský stát – 22. prosince 2022 Praha), byla slovenská kostýmní výtvarnice. Věnovala se především tvorbě dobových kostýmů pro divadlo a film. Jejím manželem byl český herec a zpěvák Josef Laufer, jejím synem z prvního manželství byl herec a podnikatel Karel Greif (* 1963), s Josefem Lauferem měla dceru, diplomatku Ester Lauferovou (* 1969).

## Život a vzdělání
Narodila se 21. dubna 1939 ve slovenských Michalovcích. Na konci roku 1939 se rodina přestěhovala na Moravu, nejdříve do Měrotína u Litovle a později do Olomouce, kde prožila většinu svého dětství. V roce 1952 se rodina přestěhovala do Prahy poté, co otec získal místo flétnisty v orchestru Ústředního divadla československé armády v Praze.
V letech 1953–1957 studovala Výtvarnou školu v Praze (dnes Střední umělecká škola Václava Hollara), v letech 1958–1961 pokračovala ve studiu na Akademii výtvarných umění v Praze v sochařském ateliéru Jana Laudy, později docházela do ateliéru Adolfa Weniga a Vladimíra Nývlta. 

## Kariéra
Irena Greifová působila jako autorka kostýmů pro Národní divadlo, Divadlo Na zábradlí, Hudební divadlo Karlín, Severočeské divadlo opery a baletu v Ústí nad Labem. Z její dílny pocházejí kostýmy, které pro ztvárnění svých rolí oblékají např. Iva Janžurová, Jana Preissová, Jiří Bartoška, Eva Urbanová, Vlastimil Harapes a další.
Mezi nejvýznamnější práce, na kterých se Irena Greifová podílela byly inscenace režisérů Jana Grossmana, Evžena Sokolovského, Ivana Rajmonta, či Petra Novotného.
Od roku 1994 pracovala jako kostýmní výtvarnice v českých i zahraničních divadlech. V letech 1979–1990 externě vyučovala kostýmní tvorbu na DAMU v Praze. V letech 1990–1994 působila ve stálém angažmá jako kostýmní výtvarnice v Národním divadle v Praze.
Vedle Národního divadla, Divadla Na zábradlí a Městských divadel pražských působila v mnoha divadlech mimo hlavní město a do roku 2008, kdy se rozhodla svoji uměleckou dráhu ukončit, vytvořila kostýmní návrhy k téměř 300 inscenacím. Po výtvarné stránce byl jejím nejbližším spolupracovníkem scénograf Ivo Žídek.
Byla autorkou i mnoha kostýmů pro film a televizi. K významným filmům patří Petrolejové lampy, Tři veteráni, Noc na Karlštejně či Panna a netvor.

## Kostýmní návrhy v českých divadlech (výběr)
- 1963 Molière: George Dandin, Severomoravské divadlo Šumperk, režie: Josef Janík (nerealizováno)
- 1964 Josef Kajetán Tyl: Drahomíra a její synové, Severomoravské divadlo Šumperk, režie: Josef Janík
- 1965 Karel Čapek: R.U.R., Severomoravské divadlo Šumperk, režie: Josef Janík
- 1965 Carlo Goldoni, Wolfgang Hildesheimer: Jak neprovdat dceru, Severomoravské divadlo Šumperk, režie: Josef Janík
- 1967 Václav Kliment Klicpera: Zlý jelen, Východočeské divadlo Pardubice, režie: Josef Janík
- 1968 Josef Kajetán Tyl: Paličova dcera, Těšínské divadlo Český Těšín, režie: Josef Janík
- 1969 Oscar Wilde: Jak je důležité míti Filipa, Divadlo Příbram, režie: Josef Janík
- 1971 Karel Čapek: R.U.R., Divadlo na Vinohradech Praha, režie: Stanislav Remunda
- 1972 Pierre de Baumarchais: Figarova svatba, Divadlo Na zábradlí, režie: Juraj Herz
- 1973 Ilja Hurník: Dáma a lupiči, Státní divadlo Brno (Janáčkovo divadlo), režie: Jaroslav Chundela
- 1973 Henrik Ibsen: Nora, Divadlo Na zábradlí Praha, režie: Juraj Herz
- 1973 William Shakespeare: Večer tříkrálový, Divadlo na Vinohradech Praha, režie: Stanislav Remunda
- 1973 William Shakespeare: Dva šlechtici z Verony, Městská divadla pražská (Divadlo ABC Praha), režie: František Miška
- 1973 Witold Gombrowicz: Yvonna, princezna Burgundánská, Státní divadlo Z. Nejedlého Ústí nad Labem (Činoherní studio), režie: Jaroslav Chundela
- 1973 autor neznámý: Oklamaní, Divadlo Na zábradlí Praha, režie: Jaroslav Gillar
- 1974 Jaroslav Hašek, Miloš Vacek: Vítr z Alabamy, Hudební divadlo v Karlíně, režie: Otto Haas
- 1974 Gerhart Hauptmann: Před západem slunce, Městská divadla pražská (Komorní divadlo Praha), režie: František Miška
- 1975 Sean O´Casey: Penzion pro svobodné pány, Státní divadelní studio (Činoherní klub Praha), režie: Jiří Krejčík
- 1975 Josef Gregor Tajovský: Ženský zákon, Státní divadlo Z. Nejedlého Ústí nad Labem (Činoherní studio), režie: Juraj Herz
- 1975 Bertolt Brecht, Kurt Weill: Žebrácká opera, Divadlo E. F. Buriana Praha, režie: Evžen Sokolovský st.
- 1976 Sean O´Casey: Penzion pro svobodné pány, Státní divadlo Ostrava, režie: Jiří Krejčík
- 1977 Robert Bolt: Ať žije královna, Státní divadlo Ostrava (Divadlo Zdeňka Nejedlého), režie: Radim Koval
- 1977 Milan Gargula, Petr Novotný: Vivat Jarkovský, Státní divadelní studio Praha (Ateliér), režie: Jiří Císler
- 1978 Eugène Labiche, Edouard Martin, Jan Werich, Jiří Voskovec, Jaroslav Ježek: Slaměný klobouk, Divadlo E. F. Buriana Praha, režie: Rudolf Vedral
- 1978 Bertolt Brecht, Kurt Weill: Krejcarová opera, Státní divadelní studio Praha (Činoherní klub), režie: Evžen Sokolovský
- 1978 Robert Patrick: Kennedyho děti, Národní divadlo Praha (Laterna magika), režie: Ivan Rajmont
- 1979 Molière: Don Juan, Státní divadlo Ostrava, režie: Radim Koval
- 1979 Carlo Goldoni: Goldoniáda, Státní divadlo Z. Nejedlého Ústí nad Labem (Činoherní studio), režie: Ivan Rajmont
- 1980 Emmerich Kálmán: Čardášová princezna, Hudební divadlo Karlín, Praha, režie: Otto Haas
- 1982 Anton Pavlovič Čechov: Tři sestry, Státní divadlo Z. Nejedlého Ústí nad Labem (Činoherní studio), režie: Ivan Rajmont
- 1982 Pierre de Beaumarchais: Figarova svatba, Jihočeské divadlo České Budějovice, režie: Viktor Dokučajev
- 1983 Georg Büchner: Dantova smrt, Státní divadlo Z. Nejedlého Ústí nad Labem, režie: Ivan Rajmont
- 1983 Sofoklés: Vladař Oidipús, Divadlo J. K. Tyla Plzeň, režie: Ota Ševčík
- 1984 Molière: Škola pro ženy, Divadlo S. K. Neumanna, Praha, režie: Jan Grossman
- 1984 Bertolt Brecht: Matka Kuráž a její děti, Divadlo na Vinohradech Praha, režie: Evžen Sokolovský
- 1985 Anton Pavlovič Čechov: Racek, Divadlo E. F. Buriana Praha, režie: Ivan Rajmont
- 1986 Josef Kajetán Tyl: Drahomíra a její synové, Divadlo J. K. Tyla (Velké divadlo), režie: Oto Ševčík
- 1987 Alex Koenigsmark: Profesionálové, Divadlo S. K. Neumanna, Praha, režie: Ivo Žídek
- 1987 Albert Camus: Caligula, Divadlo Na zábradlí Praha, režie: Ivan Rajmont
- 1988 Vladislav Vančura, Petr Novotný, Jiří Bednář: Markéta Lazarová, Městská divadla pražská (Divadlo ABC), režie: Petr Novotný
- 1989 Molière: Don Juan, Divadlo Na zábradlí Praha, režie: Jan Grossman
- 1989 Eugène Scibe: Sklenice vody, Městská divadla pražská (Divadlo ABC Praha), režie: Lída Engelová
- 1990 William Shakespeare: Jak se vám líbí, Státní divadlo Brno (Mahenovo divadlo), režie: Václav Lautner
- 1990 Václav Havel: Largo desolato, Divadlo Na zábradlí Praha, režie: Jan Grossman
- 1990 Henrik Ibsen: Přízraky, Divadlo v Řeznické Praha, režie: Jan Nebeský
- 1990 Samuel Beckett: Čekání na Godota, Agentura Bonton Praha (Žižkovské divadlo T. G. M.), režie: Viktor Polesný
- 1991 Fjodor M. Dostojevskij, Evald Schorm: Bratři Karamazovi, Státní divadlo Ústí nad Labem, režie: Petr Poledňák
- 1991 William Shakespeare: Jak se vám líbí, Národní divadlo Praha (Nová scéna), režie: Ivan Rajmont
- 1991 Václav Havel: Pokoušení, Divadlo Na zábradlí Praha, režie: Jan Grossman
- 1992 Eurípidés: Médeia, Národní divadlo Praha (Divadlo Kolowrat), režie: Ivan Rajmont
- 1993 William Shakespeare: Macbeth, Činoherní studio Ústí nad Labem, režie: Viktor Polesný
- 1994 Franz Lehár: Paganini, Hudební divadlo Karlín, Praha, režie: Oto Ševčík
- 1994 Carlo Goldoni: Sluha dvou pánů, Národní divadlo Praha, režie: Ivan Rajmont
- 1995 Bedřich Smetana: Libuše, Národní divadlo Praha, režie: Petr Novotný
- 1996 Jerry Herman, Michael Stewart: Hello, Dolly!, Divadlo J. K. Tyla Plzeň, režie: Petr Novotný
- 1996 Andrew Lloyd Webber, Tim Rice: Jesus Christ Superstar, režie: Petr Novotný
- 1996 Billy Wilder, I- L. Diamond: Někdo to rád horké, Hudební divadlo Karlín Praha, režie: Petr Novotný
- 1998 Andrew Lloyd Webber, Tim Rice: Evita, Musical, s.r.o. Praha (Divadlo Spirála), režie: Petr Novotný, Roman Štolpa
- 1999 Nikos Kazantzakis, John Kander: (Řek) Zorba, Hudební divadlo v Karlíně Praha, režie: Petr Novotný, Roman Štolpa
- 2008 Susan Hillová, Stephen Mallatratt: Žena v černém, Divadlo Na Fidlovačce Praha (Komorní Fidlovačka), režie: Ondřej Brousek
- 2008 William Shakespeare: Komedie omylů, Agentura SCHOK Praha (Lichtenštejnský palác - HAMU), režie: Ivan Rajmont

## Filmografie (výběr)
- 1969 Světáci (kostýmy)
- 1970 Fantom opery (kostýmy)
- 1972 Morgiana (kostýmy)
- 1972 Dotek motýla (kostýmy)
- 1973 Noc na Karlštejně (kostýmy)
- 1973 Toulavý Engelbert (kostýmy)
- 1973 Zvony pana Mlácena (kostýmy)
- 1974 Drahé tety a já (kostýmy)
- 1974 Hodíme se k sobě, miláčku...? (kostýmy)
- 1974 Holky z porcelánu (kostýmy)
- 1975 Holka na zabití (kostýmy)
- 1976 Hra o jablko (kostýmy)
- 1976 Den pro mou lásku (kostýmy)
- 1977 Jen ho nechte, ať se bojí (kostýmy)
- 1978 Tajemství Ocelového města (kostýmy)
- 1978 Panna a netvor (kostýmy)
- 1978 Deváté srdce (kostýmy)
- 1979 Křehké vztahy (kostýmy)
- 1980 Trhák (kostýmy)
- 1981 Tajemství hradu v Karpatech (kostýmy)
- 1981 Křtiny (kostýmy)
- 1983 Jára Cimrman ležící, spící (kostýmy)
- 1983 Tři veteráni (kostýmy)
- 1983 Létající Čestmír (kostýmy)
- 1984 Prodloužený čas (kostýmy)
- 1986 Žena z Korinta (kostýmy)
- 1986 Smrt krásných srnců (kostýmy)
- 1988 Oznamuje se láskám vašim (kostýmy)
- 1990 Popel a hvězdy (kostýmy)
- 1990 Don Juan (kostýmy)
- 1991 Largo Desolato (kostýmy)
- 1994 Díky za každé nové ráno (kostýmy)
- 1995 Libuše (kostýmy)
- 1997 Stůj, nebo se netrefím (kostýmy)
- 1999 Nedělní ráno s J. Panýrkou (kostýmy)
- 2001 Mach, Šebestová a kouzelné sluchátko (kostýmy)